# Mario Serandrei
Mario Serandrei (* 23. Mai 1907 in Neapel; † 17. April 1966 in Rom) war ein italienischer Filmeditor.

## Leben und Werk
Serandrei begann seine Filmkarriere 1931 als Regieassistent, erlangte aber hauptsächlich Bedeutung durch die mehr als 200 Filme, bei denen er für den Filmschnitt verantwortlich war. Am häufigsten arbeitete er mit Regisseur Luchino Visconti zusammen, unter anderem bei Die Erde bebt (1948), Sehnsucht (1954), Rocco und seine Brüder (1960) und Der Leopard (1963). Zu seinen wichtigsten Montage-Arbeiten zählt auch der dokumentarische Spielfilm Wer erschoss Salvatore G.? (1961) von Francesco Rosi sowie der für den Oscar als bester Dokumentarfilm nominierte Film Die großen Spiele (1961) von Romolo Marcellini über die Olympischen Sommerspiele 1960.
Serandrei war gelegentlich auch als Drehbuchautor tätig, sowie einmalig, bei  Giorni di gloria (1945) als Filmregisseur. Er soll in Zusammenhang mit „Ossessione“ (1942) als erster den Begriff Neorealismus im filmischen Zusammenhang gebraucht haben.

## Filmografie (Auswahl)
- 1940: Verlassen (Abbandono)
- 1942: Lüge einer Sommernacht (4 passi fra le nuvole)
- 1943: Besessenheit (Ossessione)
- 1948: Die Erde bebt (La terra trema)
- 1949: Die Mauern von Malapaga (Le mura di Malapaga)
- 1950: Der Göttergatte (Prima comunione)
- 1950: Toselli-Serenade (Romanzo d'amore)
- 1951: Bellissima
- 1952: Die goldene Karosse (La carrozza d'oro)
- 1953: Brot, Liebe und Fantasie (Pane, amore e fantasia)
- 1953: Wir Frauen (Siamo donne) (zwei Episoden)
- 1954: Cose da pazzi
- 1954: Sehnsucht (Senso)
- 1954: Liebe, Brot und Eifersucht (Pane, amore e gelosia)
- 1955: Die Schwindler (Il bidone)
- 1956: Neros tolle Nächte (Mio figlio Nerone)
- 1956: London ruft Nordpol (Londra chiama Polo Nord)
- 1957: Weiße Nächte (Le notti bianche)
- 1958: Die unglaublichen Abenteuer des Herkules (Le fatiche di Ercole)
- 1959: Herkules und die Königin der Amazonen (Ercole e la regina di Lidia)
- 1959: Caltiki – Rätsel des Grauens (Caltiki - il mostro immortale)
- 1960: Rocco und seine Brüder (Rocco e i suoi fratelli)
- 1960: Die Stunde, wenn Dracula kommt (La maschera del demonio) (& Drehbuch)
- 1960: Ursus im Reich der Amazonen (La regina delle amazzoni)
- 1961: Die großen Spiele (La grande olimpiade) (Dokumentarfilm)
- 1961: Maciste, der Sohn des Herkules (Maciste nella terra dei ciclopi)
- 1961: Vampire gegen Herakles (Ercole al centro della terra)
- 1961: Wer erschoss Salvatore G.? (Salvatore Giuliano)
- 1962: Boccaccio 70 (Boccaccio 70)
- 1962: Der goldene Pfeil (La freccia d'oro)
- 1962: Sodom und Gomorrha (Sodom and Gomorrah)
- 1963: Die drei Gesichter der Furcht (I tre volti della paura)
- 1963: Marschier oder krepier (Marcia o crepa)
- 1963: Die Hände über der Stadt (Le mani sulla città)
- 1963: Der Leopard (Il gattopardo)
- 1964: Blutige Seide (Sei donne per l'assassino)
- 1964: Der Todesfluch der brennenden Hexe (I lunghi capelli della morte)
- 1964: Der Ritt nach Alamo (La strada per Fort Alamo)
- 1965: Sandra (Vaghe stelle dell'Orsa)